# Wolfgang Müller-Ruchholtz

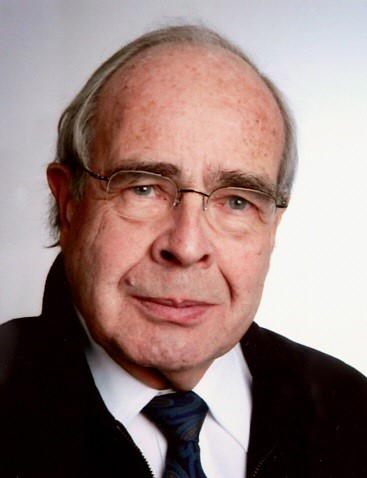
Wolfgang Müller-Ruchholtz, 2012

Wolfgang Müller-Ruchholtz (* 22. September 1928 in Mülheim an der Ruhr; † 18. Februar 2019 in Molfsee) war ein deutscher Mediziner und Zahnmediziner sowie Immunologe. Er befasste sich unter anderem mit der Transplantationsimmunologie.

## Leben
Müller-Ruchholtz wurde als Sohn des Zahnarztes Richard  Müller und seiner Ehefrau Gabriele geb. Ruchholtz geboren. Er begann an der Johannes Gutenberg-Universität Mainz Medizin und Zahnmedizin zu studieren. 1951 wurde er Mitglied des damals in Mainz ansässigen Corps Guestphalia Berlin. Er wechselte an die Universität Innsbruck und die Universität zu Köln. In Köln wurde er 1952 im Corps Borussia Breslau zu Köln und Aachen recipiert. Schließlich studierte er an der Sorbonne und der Medizinischen Akademie in Düsseldorf. Nachdem er beide Staatsexamen abgelegt hatte, wurde er in Düsseldorf zum Dr. med. (1957) und zum Dr. med. dent. (1959) promoviert.
Wissenschaftliche Assistentenzeit: 1957/58 in der Abteilung für Gewebezüchtung des Max-Planck-Institutes für Vergleichende Erbbiologie in Berlin, 1959/60 im Dept. Bacteriology & Immunology der University at Buffalo, The State University of New York, 1961/62 in der I. Medizinischen Klinik vom Universitätsklinikum Frankfurt am Main sowie im Institut für Hygiene und Mikrobiologie der Christian-Albrechts-Universität zu Kiel. Dort habilitierte er sich 1966 für Immunologie und Medizinische Mikrobiologie. 1969 folgte eine Einladung als Visiting Full Professor an die Universität Buffalo. Nach der Rückkehr nach Deutschland erfolgte die Ernennung zum Professor und stellvertretenden Direktor des Kieler Institutes. Neben Karl Lennert war er von 1973 bis 1987 Sprecher des Sonderforschungsbereichs 111 der Deutschen Forschungsgemeinschaft (Lymphatisches System und experimentelle Transplantation). Ab 1980 führte er das neugegründete Institut mit Lehrstuhl für Immunologie als klinisch-theoretisches Fach der Medizinischen Fakultät der Universität Kiel, ab 1983 in Doppelmitgliedschaft an der Mathematisch-Naturwissenschaftlichen Fakultät, bis zur Emeritierung 1995. Im Hinblick auf den Ausbau des Kieler Institutes lehnte er 1982 und 1986 Rufe einer US-amerikanischen Universität ab. Das Institut umfasste schließlich mehr als 70 Mitarbeiter mit mehr als 10 Nationalitäten von vier Kontinenten. Ungezählt sind die erfolgreichen Diplomanden und Doktoranden (med. und rer. nat.); mehr als 20 ist die Zahl der Habilitierten, die heute im In- und Ausland als Professoren tätig sind. Nach seiner Emeritierung lehrte und praktizierte Müller-Ruchholtz auf dem klassischen Gebiet der Immunologie, der Infektionsprophylaxe durch Schutzimpfung, und arbeitete als Gutachter und Berater für verschiedene Ministerien und Fachorganisationen. Er engagierte sich in der Tierversuchskommission, der Arbeitsgruppe Impfen, als stellvertretender Vorsitzender der Ethik-Kommission der Ärztekammer Schleswig-Holstein und als Vorstandsmitglied der Kreitz-Stiftung zur Förderung der Krebsforschung in den beiden medizinischen Fakultäten in Schleswig-Holstein.
Verheiratet war er seit 1964 mit der Medizinerin Ruth geborene Nagel. Mit ihr hatte er drei Kinder (Eva, Michael und Christoph) und neun Enkelkinder.

## Ehrungen
- Wahl in die Akademie der Wissenschaften in Hamburg
- Dr. med. h. c. der Adam-Mickiewicz-Universität Posen (Februar 1992)
- Verdienstorden der Bundesrepublik Deutschland, Verdienstkreuz I. Klasse (Dezember 2008)